# Folketingsmedlemmer valgt i 2015
Ved Folketingsvalget den 18. juni 2015 valgtes 179 medlemmer af Folketinget til kongeriget Danmarks niogtredsindstyvende Folketing. Heraf er 175 valgt i Danmark, to på Færøerne og to på Grønland. 
I alt 13 partier, heraf 4 nordatlantiske, opnåede repræsentation på valgdagen. Det er det første folketing hvor at Alternativet har været valgt til parlamentet. I løbet af denne folketingsperiode udmeldte Aleqa Hammond sig af Siumut, som dermed mistede repræsentation i Folketinget, og skiftede til partiet Nunatta Qitornai.
Venstres mandater dannede mindretals- og etpartiregeringen Lars Løkke Rasmussen II, med støtte fra Det Konservative Folkeparti, Liberal Alliance og Dansk Folkeparti. Senere, i samme folketingsperiode, blev regeringen Lars Løkke Rasmussen III etableret - nu med Det Konservative Folkeparti og Liberal Alliance som en del af konstellationen.
Notérbare beslutninger truffet af denne folketingsforsamling indebærer det såkaldte paradigmeskifte der bl.a. gør alle flygtninges  opholdstilladelser midlertidige, tildækningsforbuddet ulovliggjorde brugen af niqab og burka i offentligheden, og med smykkeloven kan politiet beslaglægge værdigenstande fra flygtninge. 
Derudover, er borgerforslag blevet indført, politikernes pensionsalder er blevet ligestillet med resten af befolkningen, bøder for hvidvask er ottedoblet, peberspray er blevet lovligt i eget hjem og Folketinget besluttede at købe 27 Lockheed Martin F-35 Lightning II-kampfly. 

## Fordeling af mandater
Mandaterne blev ved valget fordelt som følger på partierne (Ændringer i mandattal er regnet ud fra fordelingen ved folketingsvalget 2011, og partiskiftene under den forrige folketingsperiode er derfor ikke medregnet, men står som notater):
| Partibogstav | Partinavn                   | Partileder              | Mandater | Kredsmandater | Tillægsmandater |
| ------------ | --------------------------- | ----------------------- | -------- | ------------- | --------------- |
| A            | Socialdemokratiet           | Helle Thorning-Schmidt  | 47 ( 3)  | 43 ( 5)       | 4 ( 2)          |
| B            | Radikale Venstre            | Morten Østergaard       | 8 ( 9)   | 2 ( 10)       | 6 ( 1)          |
| C            | Det Konservative Folkeparti | Søren Pape Poulsen      | 6 ( 2)   | 0 ( 3)        | 6 ( 1)          |
| F            | Socialistisk Folkeparti     | Pia Olsen Dyhr          | 7 ( 9)   | 2 ( 9)        | 5 ( 0)          |
| I            | Liberal Alliance            | Anders Samuelsen        | 13 ( 4)  | 9 ( 4)        | 4 ( 0)          |
| O            | Dansk Folkeparti            | Kristian Thulesen Dahl  | 37 ( 15) | 33 ( 16)      | 4 ( 1)          |
| V            | Venstre                     | Lars Løkke Rasmussen    | 34 ( 13) | 33 ( 9)       | 1 ( 4)          |
| Ø            | Enhedslisten                | Johanne Schmidt-Nielsen | 14 ( 2)  | 10 ( 3)       | 4 ( 1)          |
| Å            | Alternativet                | Uffe Elbæk              | 9 ( 9)   | 3 ( 3)        | 6 ( 6)          |
| Færøerne     |                             |                         |          |               |                 |
| C            | Javnaðarflokkurin           | Aksel V. Johannesen     | 1 ( 0)   |               |                 |
| E            | Tjóðveldi                   | Høgni Hoydal            | 1 ( 1)   |               |                 |
| Grønland     |                             |                         |          |               |                 |
|              | Inuit Ataqatigiit           | Sara Olsvig             | 1 ( 0)   |               |                 |
|              | Siumut                      | Kim Kielsen             | 1 ( 0)   |               |                 |

I alt har tre af de på valgdagen repræsenterede partier skiftet ledere i løbet af folketingsperioden.

## Valgte folketingsmedlemmer ved valget 18.6.2015
Folketinget er denne gang bestående af 112 mænd (62,6%) og 67 kvinder (37,4%), hvilket er et fald af kvindelig repræsentation i forhold til 2011.
Gennemsnitsalderen for disse folketingsmedlemmer er 45 år, hvilket er den næstyngste valgte folketingsforsamling nogensinde, kun overgået af forsamlingen fra 2011. 21-årige Tilde Bork fra 1993 er Folketingets yngste medlem denne gang, samt femte yngste folketingsmedlem nogensinde. 72-årige Ulla Sandbæk fra april 1943 er Folketingets ældste medlem, medens Bertel Haarder er det længstsiddende medlem (Næsten 39 år, ved folketingsperiodens afslutning).
| Navn                                              | Fødselsår | Parti                       | Storkreds         |
| ------------------------------------------------- | --------- | --------------------------- | ----------------- |
| Mette Abildgaard                                  | 1988      | Det Konservative Folkeparti | Nordsjælland      |
| Pia Adelsteen                                     | 1963      | Dansk Folkeparti            | Nordsjælland      |
| Karina Adsbøl                                     | 1976      | Dansk Folkeparti            | Sydjylland        |
| Alex Ahrendtsen                                   | 1967      | Dansk Folkeparti            | Fyn               |
| Yildiz Akdogan                                    | 1973      | Socialdemokratiet           | København         |
| Hans Andersen                                     | 1974      | Venstre                     | Nordsjælland      |
| Christine Antorini                                | 1965      | Socialdemokratiet           | Nordsjælland      |
| Simon Emil Ammitzbøll (fra 2017 Ammitzbøll-Bille) | 1977      | Liberal Alliance            | København         |
| Ida Auken                                         | 1978      | Radikale Venstre            | København         |
| Carsten Bach                                      | 1975      | Liberal Alliance            | Østjylland        |
| Britt Bager                                       | 1976      | Venstre                     | Østjylland        |
| Lise Bech                                         | 1961      | Dansk Folkeparti            | Nordjylland       |
| Pernille Bendixen                                 | 1973      | Dansk Folkeparti            | Fyn               |
| Kenneth Kristensen Berth                          | 1977      | Dansk Folkeparti            | Københavns Omegn  |
| Liselott Blixt                                    | 1965      | Dansk Folkeparti            | Sjælland          |
| Mette Bock                                        | 1957      | Liberal Alliance            | Sydjylland        |
| Erling Bonnesen                                   | 1955      | Venstre                     | Fyn               |
| Tilde Bork                                        | 1993      | Dansk Folkeparti            | Østjylland        |
| Trine Bramsen                                     | 1981      | Socialdemokratiet           | Fyn               |
| Henrik Brodersen                                  | 1964      | Dansk Folkeparti            | Sjælland          |
| Kirsten Brosbøl                                   | 1977      | Socialdemokratiet           | Østjylland        |
| Stine Brix                                        | 1982      | Enhedslisten                | Nordjylland       |
| May-Britt Buch-Kattrup                            | 1962      | Liberal Alliance            | Nordsjælland      |
| Hans Kristian Bundgaard-Skibby                    | 1969      | Dansk Folkeparti            | Østjylland        |
| Morten Bødskov                                    | 1970      | Socialdemokratiet           | Københavns Omegn  |
| Bent Bøgsted                                      | 1956      | Dansk Folkeparti            | Nordjylland       |
| Jan Rytkjær Callesen                              | 1963      | Dansk Folkeparti            | Sydjylland        |
| Erik Christensen                                  | 1958      | Socialdemokratiet           | Fyn               |
| René Christensen                                  | 1970      | Dansk Folkeparti            | Sjælland          |
| Villum Christensen                                | 1954      | Liberal Alliance            | Sjælland          |
| Kim Christiansen                                  | 1956      | Dansk Folkeparti            | Østjylland        |
| Bjarne Corydon                                    | 1973      | Socialdemokratiet           | Sydjylland        |
| Henrik Dahl                                       | 1960      | Liberal Alliance            | Sydjylland        |
| Jonas Dahl                                        | 1978      | Socialistisk Folkeparti     | Østjylland        |
| Jens Henrik W. Thulesen Dahl                      | 1961      | Dansk Folkeparti            | Fyn               |
| Kristian Thulesen Dahl                            | 1969      | Dansk Folkeparti            | Sydjylland        |
| Lennart Damsbo-Andersen                           | 1956      | Socialdemokratiet           | Sjælland          |
| Thomas Danielsen                                  | 1983      | Venstre                     | Vestjylland       |
| Mette Hjermind Dencker                            | 1978      | Dansk Folkeparti            | Østjylland        |
| Mikkel Dencker                                    | 1975      | Dansk Folkeparti            | Københavns Omegn  |
| Pelle Dragsted                                    | 1975      | Enhedslisten                | København         |
| Karina Due                                        | 1966      | Dansk Folkeparti            | Vestjylland       |
| Kaare Dybvad                                      | 1984      | Socialdemokratiet           | Sjælland          |
| Pia Olsen Dyhr                                    | 1971      | Socialistisk Folkeparti     | København         |
| Christina Egelund                                 | 1977      | Liberal Alliance            | Nordjylland       |
| Susanne Eilersen                                  | 1964      | Dansk Folkeparti            | Sydjylland        |
| Uffe Elbæk                                        | 1954      | Alternativet                | København         |
| Louise Schack Elholm                              | 1977      | Venstre                     | Sjælland          |
| Karen Ellemann                                    | 1969      | Venstre                     | Københavns Omegn  |
| Jakob Ellemann-Jensen                             | 1973      | Venstre                     | Østjylland        |
| Benny Engelbrecht                                 | 1970      | Socialdemokratiet           | Sydjylland        |
| Søren Espersen                                    | 1953      | Dansk Folkeparti            | Sjælland          |
| Dennis Flydtkjær                                  | 1978      | Dansk Folkeparti            | Vestjylland       |
| Eva Flyvholm                                      | 1981      | Enhedslisten                | Sjælland          |
| Josephine Fock                                    | 1965      | Alternativet                | Østjylland        |
| Claus Hjort Frederiksen                           | 1947      | Venstre                     | Nordsjælland      |
| Mette Frederiksen                                 | 1977      | Socialdemokratiet           | Københavns Omegn  |
| René Gade                                         | 1982      | Alternativet                | Vestjylland       |
| Søren Gade                                        | 1963      | Venstre                     | Nordjylland       |
| Torsten Gejl                                      | 1964      | Alternativet                | Nordjylland       |
| Maria Reumert Gjerding                            | 1978      | Enhedslisten                | Nordsjælland      |
| Mette Gjerskov                                    | 1966      | Socialdemokratiet           | Sjælland          |
| Karin Gaardsted                                   | 1955      | Socialdemokratiet           | Vestjylland       |
| Ane Halsboe-Jørgensen                             | 1983      | Socialdemokratiet           | Nordjylland       |
| Aleqa Hammond                                     | 1965      | Siumut                      | Grønland          |
| Claus Kvist Hansen                                | 1968      | Dansk Folkeparti            | Østjylland        |
| Eva Kjer Hansen                                   | 1964      | Venstre                     | Sydjylland        |
| Marlene Harpsøe                                   | 1983      | Dansk Folkeparti            | Nordsjælland      |
| Orla Hav                                          | 1952      | Socialdemokratiet           | Nordjylland       |
| Martin Henriksen                                  | 1980      | Dansk Folkeparti            | København         |
| Preben Bang Henriksen                             | 1954      | Venstre                     | Nordjylland       |
| Magnus Heunicke                                   | 1975      | Socialdemokratiet           | Sjælland          |
| Jane Heitmann                                     | 1968      | Venstre                     | Fyn               |
| Carl Holst                                        | 1970      | Venstre                     | Sydjylland        |
| Høgni Hoydal                                      | 1966      | Tjóðveldi                   | Færøerne          |
| Henning Hyllested                                 | 1954      | Enhedslisten                | Sydjylland        |
| Nick Hækkerup                                     | 1968      | Socialdemokratiet           | Nordsjælland      |
| Karsten Hønge                                     | 1958      | Socialistisk Folkeparti     | Fyn               |
| Bertel Haarder                                    | 1944      | Venstre                     | Sjælland          |
| Daniel Toft Jakobsen                              | 1978      | Socialdemokratiet           | Østjylland        |
| Rasmus Jarlov                                     | 1977      | Det Konservative Folkeparti | Københavns Omegn  |
| Jeppe Jakobsen                                    | 1988      | Dansk Folkeparti            | Sjælland          |
| Marianne Jelved                                   | 1943      | Radikale Venstre            | Nordjylland       |
| Jacob Jensen                                      | 1973      | Venstre                     | Sjælland          |
| Kristian Jensen                                   | 1971      | Venstre                     | Vestjylland       |
| Leif Lahn Jensen                                  | 1967      | Socialdemokratiet           | Østjylland        |
| Michael Aastrup Jensen                            | 1976      | Venstre                     | Østjylland        |
| Mogens Jensen                                     | 1963      | Socialdemokratiet           | Vestjylland       |
| Peter Juel Jensen                                 | 1966      | Venstre                     | Bornholm          |
| Thomas Jensen                                     | 1970      | Socialdemokratiet           | Vestjylland       |
| Jens Joel                                         | 1978      | Socialdemokratiet           | Østjylland        |
| Jan Johansen                                      | 1955      | Socialdemokratiet           | Fyn               |
| Christian Juhl                                    | 1953      | Enhedslisten                | Sjælland          |
| Dan Jørgensen                                     | 1975      | Socialdemokratiet           | Fyn               |
| Jan E. Jørgensen                                  | 1965      | Venstre                     | København         |
| Naser Khader                                      | 1963      | Det Konservative Folkeparti | Københavns Omegn  |
| Marie Krarup                                      | 1965      | Dansk Folkeparti            | Sydjylland        |
| Pia Kjærsgaard                                    | 1947      | Dansk Folkeparti            | Københavns Omegn  |
| Karen J. Klint                                    | 1947      | Socialdemokratiet           | Sydjylland        |
| Marcus Knuth                                      | 1976      | Venstre                     | Sjælland          |
| Simon Kollerup                                    | 1986      | Socialdemokratiet           | Nordjylland       |
| Astrid Krag                                       | 1982      | Socialdemokratiet           | Sjælland          |
| Henrik Dam Kristensen                             | 1957      | Socialdemokratiet           | Østjylland        |
| Christian Langballe                               | 1967      | Dansk Folkeparti            | Vestjylland       |
| Aaja Chemnitz Larsen                              | 1977      | Inuit Ataqatigiit           | Grønland          |
| Esben Lunde Larsen                                | 1978      | Venstre                     | Vestjylland       |
| Henrik Sass Larsen                                | 1966      | Socialdemokratiet           | Sjælland          |
| Merete Dea Larsen                                 | 1978      | Dansk Folkeparti            | Sjælland          |
| Rasmus Horn Langhoff                              | 1980      | Socialdemokratiet           | Sjælland          |
| Karsten Lauritzen                                 | 1983      | Venstre                     | Nordjylland       |
| Bjarne Laustsen                                   | 1953      | Socialdemokratiet           | Nordjylland       |
| Martin Lidegaard                                  | 1966      | Radikale Venstre            | Nordsjælland      |
| Lars Chr. Lilleholt                               | 1965      | Venstre                     | Fyn               |
| Annette Lind                                      | 1969      | Socialdemokratiet           | Vestjylland       |
| Laura Lindahl                                     | 1983      | Liberal Alliance            | København         |
| Kristian Pihl Lorentzen                           | 1961      | Venstre                     | Vestjylland       |
| Rune Lund                                         | 1976      | Enhedslisten                | Fyn               |
| Mogens Lykketoft                                  | 1946      | Socialdemokratiet           | Københavns Omegn  |
| Morten Løkkegaard                                 | 1964      | Venstre                     | Københavns Omegn  |
| Christian Rabjerg Madsen                          | 1986      | Socialdemokratiet           | Sydjylland        |
| Carolina Magdalene Maier                          | 1973      | Alternativet                | København         |
| Morten Marinus                                    | 1977      | Dansk Folkeparti            | Nordjylland       |
| Jacob Mark                                        | 1991      | Socialistisk Folkeparti     | Sjælland          |
| Anni Matthiesen                                   | 1964      | Venstre                     | Sydjyllands Omegn |
| Roger Matthisen                                   | 1976      | Alternativet                | Fyn               |
| Mai Mercado                                       | 1980      | Det Konservative Folkeparti | Fyn               |
| Jan Erik Messmann                                 | 1948      | Dansk Folkeparti            | Nordsjælland      |
| Brian Mikkelsen                                   | 1966      | Det Konservative Folkeparti | Sjælland          |
| Leif Mikkelsen                                    | 1945      | Liberal Alliance            | Vestjylland       |
| Flemming Møller Mortensen                         | 1963      | Socialdemokratiet           | Nordjylland       |
| Sofie Carsten Nielsen                             | 1975      | Radikale Venstre            | Københavns Omegn  |
| Holger K. Nielsen                                 | 1950      | Socialistisk Folkeparti     | Københavns Omegn  |
| Rasmus Nordqvist                                  | 1975      | Alternativet                | Sjælland          |
| Karin Nødgaard                                    | 1966      | Dansk Folkeparti            | Sjælland          |
| Ellen Trane Nørby                                 | 1980      | Venstre                     | Sydjylland        |
| Joachim B. Olsen                                  | 1977      | Liberal Alliance            | Københavns Omegn  |
| Ole Birk Olesen                                   | 1972      | Liberal Alliance            | Østjylland        |
| Søren Pape                                        | 1971      | Det Konservative Folkeparti | Vestjylland       |
| Maja Panduro                                      | 1982      | Socialdemokratiet           | Østjylland        |
| Torsten Schack Pedersen                           | 1976      | Venstre                     | Nordjylland       |
| Jesper Petersen                                   | 1981      | Socialdemokratiet           | Sydjylland        |
| Søren Pind                                        | 1969      | Venstre                     | København         |
| Christian Poll                                    | 1965      | Alternativet                | Nordsjælland      |
| Lisbeth Bech Poulsen                              | 1982      | Socialistisk Folkeparti     | Nordjylland       |
| Peter Kofod Poulsen                               | 1979      | Dansk Folkeparti            | Sydjylland        |
| Ib Poulsen                                        | 1965      | Dansk Folkeparti            | Nordjylland       |
| Troels Lund Poulsen                               | 1976      | Venstre                     | Østjylland        |
| Rasmus Prehn                                      | 1973      | Socialdemokratiet           | Nordjylland       |
| Lars Løkke Rasmussen                              | 1964      | Venstre                     | Sjælland          |
| Søren Egge Rasmussen                              | 1961      | Enhedslisten                | Østjylland        |
| Mette Reissmann                                   | 1963      | Socialdemokratiet           | København         |
| Merete Riisager                                   | 1976      | Liberal Alliance            | Fyn               |
| Lotte Rod                                         | 1985      | Radikale Venstre            | Sydjylland        |
| Pernille Rosenkrantz-Theil                        | 1977      | Socialdemokratiet           | Sjælland          |
| Anders Samuelsen                                  | 1967      | Liberal Alliance            | Nordsjælland      |
| Ulla Sandbæk                                      | 1943      | Alternativet                | Københavns Omegn  |
| Johanne Schmidt-Nielsen                           | 1984      | Enhedslisten                | København         |
| Hans Christian Schmidt                            | 1953      | Venstre                     | Sydjylland        |
| Pernille Schnoor                                  | 1967      | Socialdemokratiet           | Nordsjælland      |
| Pernille Skipper                                  | 1984      | Enhedslisten                | Fyn               |
| Julie Skovsby                                     | 1978      | Socialdemokratiet           | Fyn               |
| Sjúrður Skaale                                    | 1967      | Javnaðarflokkurin           | Færøerne          |
| Peter Skaarup                                     | 1964      | Dansk Folkeparti            | København         |
| Zenia Stampe                                      | 1979      | Radikale Venstre            | Sjælland          |
| Andreas Steenberg                                 | 1983      | Radikale Venstre            | Vestjylland       |
| Inger Støjberg                                    | 1973      | Venstre                     | Vestjylland       |
| Finn Sørensen                                     | 1946      | Enhedslisten                | Københavns Omegn  |
| Søren Søndergaard                                 | 1955      | Enhedslisten                | Københavns Omegn  |
| Jakob Sølvhøj                                     | 1954      | Enhedslisten                | Vestjylland       |
| Mattias Tesfaye                                   | 1981      | Socialdemokratiet           | Københavns Omegn  |
| Peter Hummelgaard Thomsen                         | 1983      | Socialdemokratiet           | København         |
| Helle Thorning-Schmidt                            | 1966      | Socialdemokratiet           | København         |
| Trine Torp                                        | 1970      | Socialistisk Folkeparti     | Nordsjælland      |
| Dorthe Ullemose                                   | 1964      | Dansk Folkeparti            | Fyn               |
| Nikolaj Villumsen                                 | 1983      | Enhedslisten                | Østjylland        |
| Nicolai Wammen                                    | 1971      | Socialdemokratiet           | Østjylland        |
| Lea Wermelin                                      | 1985      | Socialdemokratiet           | Bornholm          |
| Morten Østergaard                                 | 1976      | Radikale Venstre            | Østjylland        |
| Sophie Løhde                                      | 1983      | Venstre                     | Nordsjælland      |

## Parti- og personskift i perioden 2015-19

### Partiskift
| Navn             | Gammelt parti     | Storkreds    | Nyt parti        |
| ---------------- | ----------------- | ------------ | ---------------- |
| Aleqa Hammond    | Siumut            | Grønland     | Løsgænger        |
| Aleqa Hammond    | Løsgænger         | Grønland     | Nunatta Qitornai |
| Pernille Schnoor | Socialdemokratiet | Nordsjælland | Alternativet     |

### Varige personskift
| Stedfortræder             | Fødselsår | Parti                       | Storkreds        | Afløst medlem          | Dato              | Årsag |
| ------------------------- | --------- | --------------------------- | ---------------- | ---------------------- | ----------------- | --- |
| Troels Ravn               | 1961      | Socialdemokratiet           | Sydjylland       | Bjarne Corydon         | Januar 2016       | Corydon nedlagde sit mandat. |
| Jakob Engel-Schmidt       | 1983      | Venstre                     | Københavns Omegn | Morten Løkkegaard      | 29. februar 2016  | Ved ministerrokade blev Venstres MEP Ulla Tørnæs hentet til Regeringen som minister. Ved den lejlighed overtog Morten Løkkegaard Tørnæs' mandat i Europaparlamentet.. |
| Lars Aslan Rasmussen      | 1978      | Socialdemokratiet           | København        | Helle Thorning-Schmidt | April 2016        | Mandat nedlagt. |
| Kirsten Normann Andersen  | 1962      | Socialistisk Folkeparti     | Østjylland       | Jonas Dahl             | 8. august 2016    | Mandat nedlagt. |
| Mads Fuglede              | 1971      | Venstre                     | Københavns Omegn | Jakob Engel-Schmidt    | 1. oktober 2017   | Mandat nedlagt. |
| Magni Arge                | 1959      | Tjóðveldi                   | Færøerne         | Høgni Hoydal           | 11. december 2017 | Mandat nedlagt. |
| Martin Geertsen           | 1970      | Venstre                     | København        | Søren Pind             | 2. maj 2018       | Pind nedlagde sit mandat |
| Brigitte Klintskov Jerkel | 1969      | Det Konservative Folkeparti | Sjælland         | Brian Mikkelsen        | 22. juni 2018     | Mikkelsen nedlagde sit mandat. |
| Carsten Kissmeyer         | 1953      | Venstre                     | Vestjylland      | Esben Lunde Larsen     | 17. august 2018   | Larsen nedlagde sit mandat. |
| Malou Lunderød            | 1986      | Socialdemokratiet           | Nordsjælland     | Christine Antorini     | 6. september 2018 | Antorini nedlagde sit mandat for at blive direktør i læringscentret Life under Novo Nordisk.                                                                          |
| Julius Graakjær Grantzau  | 1983      | Alternativet                | Østjylland       | Josephine Fock         | 1. november 2018  | Fock nedlagde sit mandat. |

### Midlertidige stedfortrædere
NB: Listen kan være ufuldstændig.
| Stedfortræder          | Fødselsår | Parti                       | Storkreds        | Afløst medlem          | Indtrådt           | Udtrådt            | Årsag                                            |
| ---------------------- | --------- | --------------------------- | ---------------- | ---------------------- | ------------------ | ------------------ | ------------------------------------------------ |
| Jeppe Bruus            | 1978      | Socialdemokratiet           | København        | Mogens Lykketoft       | 4. juli 2015       | 30. september 2016 | Lykketoft var formand for FN's generalforsamling |
| Per Husted             | 1966      | Socialdemokratiet           | Nordjylland      | Ane Halsboe-Jørgensen  | 8. oktober 2015    | 27. april 2016     |                                                  |
| Per Husted             | 1966      | Socialdemokratiet           | Nordjylland      | Ane Halsboe-Jørgensen  | 3. oktober 2017    | 31. maj 2018       |                                                  |
| Hans Christian Thoning | 1952      | Venstre                     | Sydjylland       | Anni Matthiesen        | 22. oktober 2015   | 6. november 2015   |                                                  |
| Hans Christian Thoning | 1952      | Venstre                     | Sydjylland       | Carl Holst             | 4. december 2015   | 2. marts 2016      | Holst tog orlov.                                 |
| Hans Christian Thoning | 1952      | Venstre                     | Sydjylland       | Ellen Trane Nørby      | 1. marts 2017      | 10. maj 2017       |                                                  |
| Hans Christian Thoning | 1952      | Venstre                     | Sydjylland       | Hans Christian Schmidt | 25. oktober 2017   | 10. november 2017  |                                                  |
| Jesper Kiel            | 1966      | Enhedslisten                | Fyn              | Rune Lund              | 3. november 2015   | 24. januar 2016    |                                                  |
| Jesper Kiel            | 1966      | Enhedslisten                | Fyn              | Pernille Skipper       | 10. oktober 2017   | 7. november 2017   |                                                  |
| Jesper Kiel            | 1966      | Enhedslisten                | Fyn              | Pernille Skipper       | 30. november 2017  | 11. februar 2018   |                                                  |
| Sarah Glerup           | 1985      | Enhedslisten                | København        | Pelle Dragsted         | 4. april 2016      | 24. april 2016     |                                                  |
| Merete Scheelsbeck     | 1986      | Det Konservative Folkeparti | Københavns Omegn | Rasmus Jarlov          | 2. maj 2017        | 9. juni 2017       |                                                  |
| Merete Scheelsbeck     | 1986      | Det Konservative Folkeparti | Københavns Omegn | Rasmus Jarlov          | 6. september 2018  | 5. juni 2019       |                                                  |
| Marianne Bredal        | 1985      | Venstre                     | Vestjylland      | Thomas Danielsen       | 3. oktober 2017    | 15. marts 2018     |                                                  |
| Marlene Borst Hansen   | 1974      | Radikale Venstre            | Sydjylland       | Lotte Rod              | 9. oktober 2017    | 31. juli 2018      |                                                  |
| Per Nørhave            | 1954      | Dansk Folkeparti            | Sjælland         | Merete Dea Larsen      | 1. december 2017   | 21. august 2018    |                                                  |
| Tina Boel              | 1960      | Socialistisk Folkeparti     | Sjælland         | Jacob Mark             | 19. februar 2018   | 25. februar 2018   |                                                  |
| Serdal Benli           | 1979      | Socialistisk Folkeparti     | Københavns Omegn | Holger K. Nielsen      | 30. september 2018 | 6. oktober 2018    |                                                  |
| Lene Foged             | 1970      | Liberal Alliance            | Vestjylland      | Leif Mikkelsen         | 25. oktober 2018   | 7. november 2018   |                                                  |